# 大鹿礼生
大鹿 礼生（おおしか らいき、1996年（平成8年）3月14日 - ）は、日本のミュージカル俳優および元子役である。 神奈川県茅ヶ崎市出身。劇団四季所属。

## 来歴
3歳の頃からヒップホップダンスを始め、茅ヶ崎市立浜之郷小学校1年の頃から芸能事務所に所属し子役として活動を始めた。小学5年の頃に劇団四季と演目契約し、以降ライオンキングのヤングシンバ役として中学1年の頃まで出演していたが、中学2年の頃に子役および芸能活動を一旦引退し、公立高校進学後は軽音楽部に入部しバンド活動を行っていた。2014年4月からは専修大学経済学部国際経済学科に進学し、大学時代は軽音楽研究会に入り引き続きバンド活動を行っていた。2018年3月に大学を卒業し、同年4月に劇団四季研究所へ入所する。同期入所には貞松響などがいる。研究所卒業後の2019年4月から劇団四季へ入団し、同年9月25日に大阪四季劇場で上演されたリトルマーメイドのアンサンブル1枠役で大人俳優としての劇団四季への初舞台出演を果たした。

## 人物
- インタビューで子供時代について聞かれ、友達に恵まれて、外で遊ぶのが大好きな9歳だったと答えた。[2]
- 子役時代は大人に囲まれ、覚えることが沢山あったため、まるで『渋天街のよう』だと後に語った。[2]

## 出演作品

### 劇団四季
- ライオンキング（ヤングシンバ、シンバ (2023年9月1日にデビュー　ヤングシンバから青年シンバを演じるのは海宝直人、笠松哲朗に次ぐ3人目)）[1]
- リトルマーメイド（男性アンサンブル）[1]
- 劇団四季 The Bridge～歌の架け橋～[1]

- バケモノの子（蓮／九太（青年））[3]

### 劇団四季以外
- ひめゆり (杉原上等兵)[4]